# Cepheus Park Randers
Cepheus Park Randers(tidligere Randers Stadion, Essex Park Randers, AutoC Park Randers og BioNutria Park Randers) er et fodboldstadion, som er hjemmebane for Superligaklubben Randers FC. Stadionet kan rumme op til 10.300 tilskuere i nuværende konfiguration, hvoraf 9.000 er siddepladser og 1.300 er ståpladser.

## Kapacitet
Ved internationale kampe, og med en konfiguration kun med siddepladser på hele stadion, vil kapaciteten være 9700. Hvis nogle af siddepladssektionerne inddrages til ståpladser, kan den maksimale kapacitet udvides til 13.500.

## Historie
Randers Kommune besluttede i 2004, at det daværende stadion skulle renoveres, efter at Randers FC's ambition om at være fast deltager i den bedste danske række var blevet realiseret. Stadionet hed tidligere blot Randers Stadion, men siden købte investor-firmaet Essex rettighederne til navnet, hvorefter stadionet fik navnet Essex Park Randers. Stadionet skiftede imidlertid navn igen i april 2011, da et lokalt firma købte navnerettighederne, og gav stadionet navnet AutoC Park Randers. Stadionet skiftede igen navn i 2015 til navn BioNutria Park Randers. Om- og tilbygning af stadionet i år 2006 og 2013 kostede ca. 123 mio. kr.
Stadionet skiftede atter navn i november 2018 til Cepheus Park Randers.

## Tribuner
| Tribune | Navn                             | Siddepladser | Ståpladser | Bemærkning                          |
| ------- | -------------------------------- | ------------ | ---------- | ----------------------------------- |
| Øst     | Sparekassen Kronjylland-tribunen | 3.142        | 500        |                                     |
| Syd     | Marcus-tribunen                  | 1.582        | 800        | Udebaneafsnit                       |
| Vest    | Verdo-tribunen                   | 2.576        | −          | Thors VIP-lounge Randers FC Skyboxe |
| Nord    | Mogens Daarbak-tribunen          | 1.700        | -          | Randers FC Skyboxe Loungearealer    |

## Udvalgte kampe
| Kampe                     | Resultat | Dato       | Tilskuertal | Bemærkninger                                   |  |
| ------------------------- | -------- | ---------- | ----------- | ---------------------------------------------- |  |
| Randers FC - Lyngby BK    | 2-1      | 21/05-2018 | 8.113       | Superliga nedryknings-playoff                  |  |
| Randers FC - AGF          | 1-1      | 10/03-2017 | 8.359       |                                                |  |
| Danmark U21 - England U21 | 0-4      | 27/03-2017 | 5.367       | Positivt fremmøde til U21 venskabskskamp       |  |
| Randers FC - Brøndby IF   | 1-1      | 31/05-2015 | 9.143       |                                                |  |
| Randers FC - Brøndby IF   | 1-3      | 16/05-2010 | 11.824      | Stadionrekord (Før færdiggørelse af stadion)   |  |
| Randers FC - Esbjerg FB   | 2-2      | 29/05-2011 | 9.107       |                                                |  |
| Randers FC - Esbjerg FB   | 3-1      | 29/05-2016 | 8.541       | Colin Todd's afskedskamp                       |  |
| Randers FC - Aarhus GF    | 2-0      | 06/10-2019 | 9.947       | Stadionrekord (Efter færdiggørelse af stadion) |  |